# Hartford megye
Hartford megye az Amerikai Egyesült Államokban, azon belül Connecticut államban található. Székhelye Hartford. Lakosainak száma 899 498 fő (2020. április 1.). Hartford megye Hampden, New Haven, Middlesex, Litchfield, Tolland és New London megyékkel határos.

## Népesség
A megye népességének változása:
| Lakosok száma | 895 188 | 896 830 | 897 177 | 898 272 | 895 841 | 899 498 |
|               | 2010    | 2011    | 2012    | 2013    | 2015    | 2020    |

## Városok

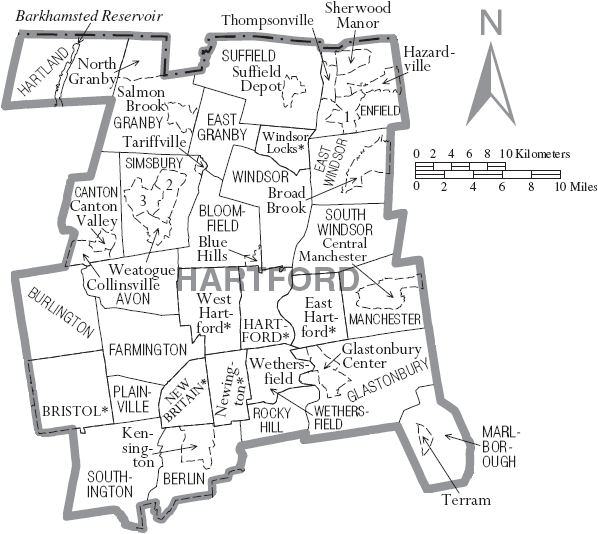
Hartford megye térképe

Avon, Berlin, Bloomfield, Bristol, Burlington, Canton, East Granby, East Hartford, East Windsor, Enfield, Farmington, Glastonbury, Granby, Hartford, Hartland, Manchester, Marlborough, New Britain, Newington, Plainville, Rocky Hill, Simsbury, Southington, South Windsor, Suffield, West Hartford, Wethersfield, Windsor, Windsor Locks.